# Harve Presnell
Harve Presnell, geb. George Harvey Presnell (Modesto, 14 september 1933 – Santa Monica, 30 juni 2009) was een Amerikaans film- en toneelacteur.
Harve Presnell studeerde aan de  University of Southern California  en volgde nadien een opleiding voor operazanger. Van  1960 tot 1962 was hij op Broadway te zien in de musical The Unsinkable Molly Brown als echtgenoot van de Titanic-overlevende  Molly Brown (Tammy Grimes). Tussen  1977 en 1983 deed hij mee in de musical Annie.
Hoewel Presnell ook al in het  begin van de jaren 1960 te zien was in speelfilms en tv-reeksen, werd hij toch pas in het midden van de jaren 1990 een gevraagd acteur. Naast verschillende gastoptredens in reeksen als Star Trek: Voyager en Dawson's Creek, deed hij ook mee in films als Saving Private  Ryan uit 1998 en Flags of Our Fathers uit 2006. Zijn laatste filmrol was in Evan Almighty. 
Hij overleed in juni 2009 aan alvleesklierkanker.

## Filmografie (selectie)
- 1964: The Unsinkable Molly Brown
- 1969: Paint your Wagon
- 1996: The Whole Wide World
- 1996: Fargo
- 1997: Face/Off
- 1998: Patch Adams
- 1998: Saving Private Ryan
- 2000: The Family Man
- 2002: Mr. Deeds
- 2006: Flags of Our Fathers
- 2007: Evan Almighty

- Bibsys: 8077286
- Biblioteca Nacional de España: XX1702798
- Bibliothèque nationale de France: cb139404095 (data)
- Gemeinsame Normdatei: 134626753
- International Standard Name Identifier: 0000 0000 6302 2697
- Library of Congress Control Number: n92039729
- MusicBrainz: 2923fa76-3764-457d-9add-844966e69f76
- Nationale Bibliotheek van Israël: 987007433833805171
- SNAC: w67956vp
- Système universitaire de documentation: 075962551
- Virtual International Authority File: 49412486
- WorldCat: E39PBJy4jBjhHqBqh4DrH88Bfq